# Traute Wischnewski
Traute Wischnewski (* 4. November 1930 in Berlin) ist eine deutsche Schnittmeisterin und Filmregisseurin. 

## Leben und Werk
Wischnewski wurde im Lette-Verein zur Fotografin ausgebildet, bevor sie am DEFA-Studio für Wochenschau und Dokumentarfilme die Filmmontage erlernte. Ihre Lehrmeisterin war Ella Ensink. Zwischen 1951 und 1991 verantwortete sie bei über 120 Dokumentarfilmen den Filmschnitt. Gelegentlich trat sie auch als Regisseurin in Erscheinung. Wischnewski arbeitete unter anderem mehrfach mit Harry Hornig, Bruno Kleberg und Rolf Schnabel zusammen.
Ab Mitte der 1960er-Jahre wurden die Regisseure Walter Heynowski und Gerhard Scheumann zu Wischnewskis wichtigsten Arbeitspartnern. Am Studio H & S montierte sie bis 1990 nahezu alle Dokumentarfilme des Regie-Gespanns. In den von Wischnewski geschnittenen Filmen wird vielfach auf Archivmaterial zurückgegriffen. Die Medienwissenschaftlerin Margret Albers stellte in einem biografischen Essay über Wischnewski fest: „Der kreative Umgang mit Material unterschiedlicher Provinienz und das Ausloten des Dokumentarischen bis an seine Grenzen wird (...) als Traute Wischnewskis Handschrift sichtbar.“
1991 zog sich Wischnewski weitgehend ins Privatleben zurück. Von 1996 bis 1998 leitete sie die Aufarbeitung des Archivs der Cintec Film- und Fernsehproduktionsgesellschaft.

## Filmografie (Auswahl)
- 1954: Lied der Ströme (Schnitt)
- 1954: Geschichte einer Straße (Schnitt)
- 1957: Ick und die Berliner (Schnitt)
- 1960: Daß ein gutes Deutschland blühe (Schnitt)
- 1966: Pankoff (Schnitt)
- 1966: Der lachende Mann (Schnitt)
- 1967: Geisterstunde (Schnitt)
- 1968: Piloten im Pyjama (Schnitt)
- 1976: Immer wenn der Steiner kam (Schnitt)
- 1978: Die Toten schweigen nicht (Schnitt)